# Zawadzkie
Zawadzkie (Duits: Zawadzki, 1936–45: Andreashütte) is een stad in het Poolse woiwodschap Opole, gelegen in de powiat Strzelecki. De oppervlakte bedraagt 16,52 km², het inwonertal 8469 (2005).

## Verkeer en vervoer
- Station Zawadzkie
- Station Zawadzkie Huta

## Geboren
- Paweł Król (10 oktober 1960), Pools voetballer